# ユーラジアム
ユーラジアム（仏: Eurasiam）は、日本・フランス両国の文部省に公認された大学であり、アジアとヨーロッパの国際文化交流に特化した唯一の教育機関である。

## 歴史
ユーラジアムは、欧州企業の日本への投資を活性化すべく、EUによって推進された企業教育プロジェクトである。その分野での成功を評価され、2005年には欧州の学生を対象とした恒久的な大学教育機関に生まれ変わった。また、元からあったビジネスマネージメント学科に加え、アート・コミュニケーション学科がつくられた。この学科では、アートと日本文化の専門家およびヨーロッパ初の漫画家の養成を目的とした教育を行う。このカリキュラムの編成にあたり、フランスの主な出版社であるグレナ、カナ (Kana)、ピカ (Pika)、カゼ、トンカム、デルクールのほか、日本の東映やJETROとの提携を開始した。
2009年からは、日本の大垣女子短期大学、中国のtrue colors、イギリスのランカシャー大学との提携を始めた。
2014年には、日本における専門教育機関としての地位を確立した。これは、海外発のカルチュラルスタディーズとアートの学校としては初めてのことである。

## 教育
ヨーロッパの学士、修士、博士号の過程に沿った大学教育を行っている。ユーラジアムの学位は、3年の学業終了時で学士号、5年で修士号を授与している。ユーラジアムの生徒は、少なくとも一年間の学業を日本、中国、あるいはアメリカで行うことが必須となっている。入学には選抜試験を受けなければならない。多くの授業は、10人から20人の少人数制の授業編成となっている。

## 学部、学科のカリキュラム
ユーラジアムには、以下の二つの学科が存在する。
1. アジア言語・経営学科
日本語と中国語の集中レッスンおよび、アジアにおけるビジネスマネージメントを学ぶ
2. アート・コミュニケーション学科
アートとしての漫画を通じて日本文化の分析と研究を行う

以上のカリキュラムは、欧州の学生向けである。その他、日本人学生向けに以下のようなプログラムも組まれている。
1. ヨーロッパ言語・経営学科
英語とフランス語の集中レッスンおよび、ヨーロッパにおける経営学、法律、ビジネス戦略などを学ぶ
2. 西洋美術学科
ヨーロッパの美術と文化を研究する、学士課程修了後の学生のための専門的な研究課程

## 国際関係
ユーラジアムは、日本に存在する唯一のフランスの美術教育機関である。日本政府から認可され、東京都文京区にて毎年フランス人留学生の受け入れを行っている。日本、中国、英語圏の多くの大学と提携を結んでいる。

## 提携協力
ユーラジアムは、フランスの主な出版社グレナ（Glenat）、カナ（Kana）、ピカ（Pika）、カゼ（Kaze）、トンカム（Tonkam）、デルクール（Delcourt）との提携協力を行っている。この提携協力を通じて、出版社の経営者陣が講義を行ったり、卒業論文の審査などを行っている。出版社との提携の他に、ユーラジアムは、アジア文化研究センターとして、ユネスコ、ポンピドゥー・センター、パリ市役所、ヴィレット科学博物館、ケブランリ美術館、アングレーム文化祭、パリCCIなどに参加している。

## 出版業績と卒業生
30人以上の生徒が、フランスや諸外国にて作品を出版し、ユーラジアムはヨーロッパ最初の漫画の学校として認知されている。実際、アングレームセンターやベルギーのサンリュック校の設立よりも早い。
- Collectif, Manuel du mangaka, Pearson, 2009-2012 (4 vol.)
- T. Bouveret, Les mystérieuses cités d’or, Kazé Manga, Tome 1 à 4, 2012 à 2015
- E. Koeger, Iles du vent, 2009-2010 (2 vol.)
- Klem et Nico, Satori, Humanoides associés, 2009-2011 (2 vol.)
- T. Bouveret et A. Tribout, Element R, Vents d’Ouest, 2011
- Collectif, ユラシアムの漫画, Leiji URASHIMA, 2015
- Collectif, 物語，小垣江, 2014
- Collectif, ショルテ, Ogaki, 2013
- Tanya, Le blog de Rosier, P.NGoyo, 2014
- Biscuit, Petite source, Orphie G.doyen Éditions, 2014
- S. Cissé, Une chanteuse à Médine et autres contes arabes, Éditions du Jasmin, 2012
- Aya, Osez…en BD, Drugstore, 2010-2013 (une dizaine de titres parus)
- Sinath, Le carnet de Théo, Rageot, 2011
- Andy carene, Underskin, , Humanoides aoosiciés, 2009
- Collectif, Story, Ogaki Women's College, 2012
- E. Koeger, Tibouchina, Orphie, 2011
- C. Mortellier, Le Symbole du Dragon Céleste, Pbook, 2006
- Collectif, マンガコース, Ogaki 2011
- A. Kong, CARNET DE VIE, Dassault Systeme Campus, 2010 (4 vol.)
- L. Oysta, Le (presque) Guide - Manga Girls, Bao, 2010
- A. Tribout et M. Montagnani, Périple écologique, conseil Général de la Seine-Saint-Denis, 2009
- Collectif, 150, Kana, 2009
- Collecitf, Tokyo Rendez-vous, Bao, 2008
- Collectif, Datura, Taifu, 2008
- A. Diallo, Kairi, Humanoïdes associés, 2009
- A. Careène, All In, Humanoïdes associés, 2009
- S. Bou, Mod & lif, Humanoïdes associés, 2009